# Гатерслебен
Гатерслебен (нем. Gatersleben) — посёлок в Германии, в земле Саксония-Анхальт, входит в район Зальцланд в составе городского округа Зеланд.
Население составляет 2272 человека (на 31 декабря 2009 года). Занимает площадь 16,15 км².

## История
Первое упоминание о поселении встречается в документах Геро Железного в 964 году.
1 сентября 2010 года, после проведенных реформ, Гатерслебен вошёл в состав городского округа Зеланд в качестве района.

## Галерея

Гатерслебен на карте городского округа
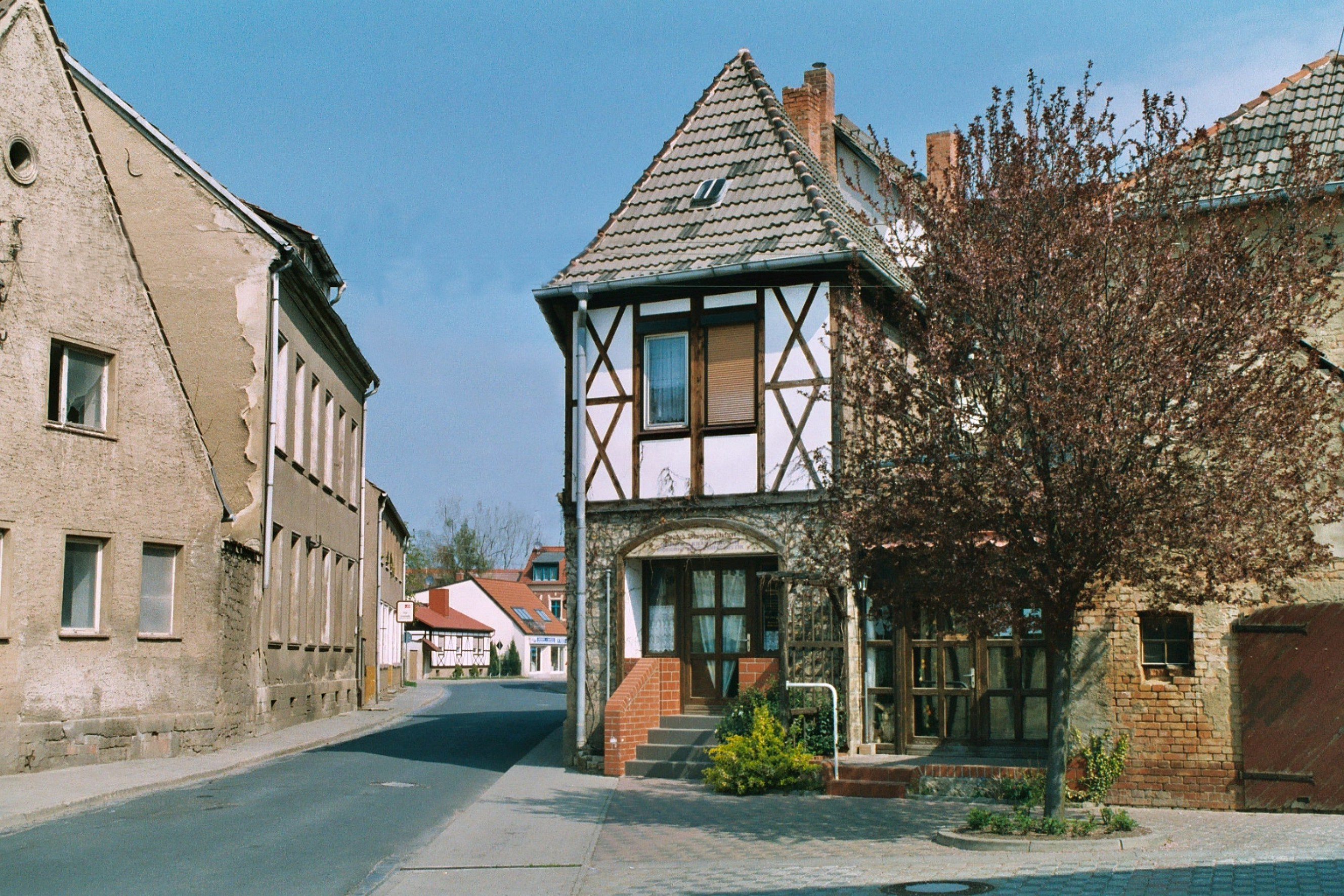
Ланге-штрассе
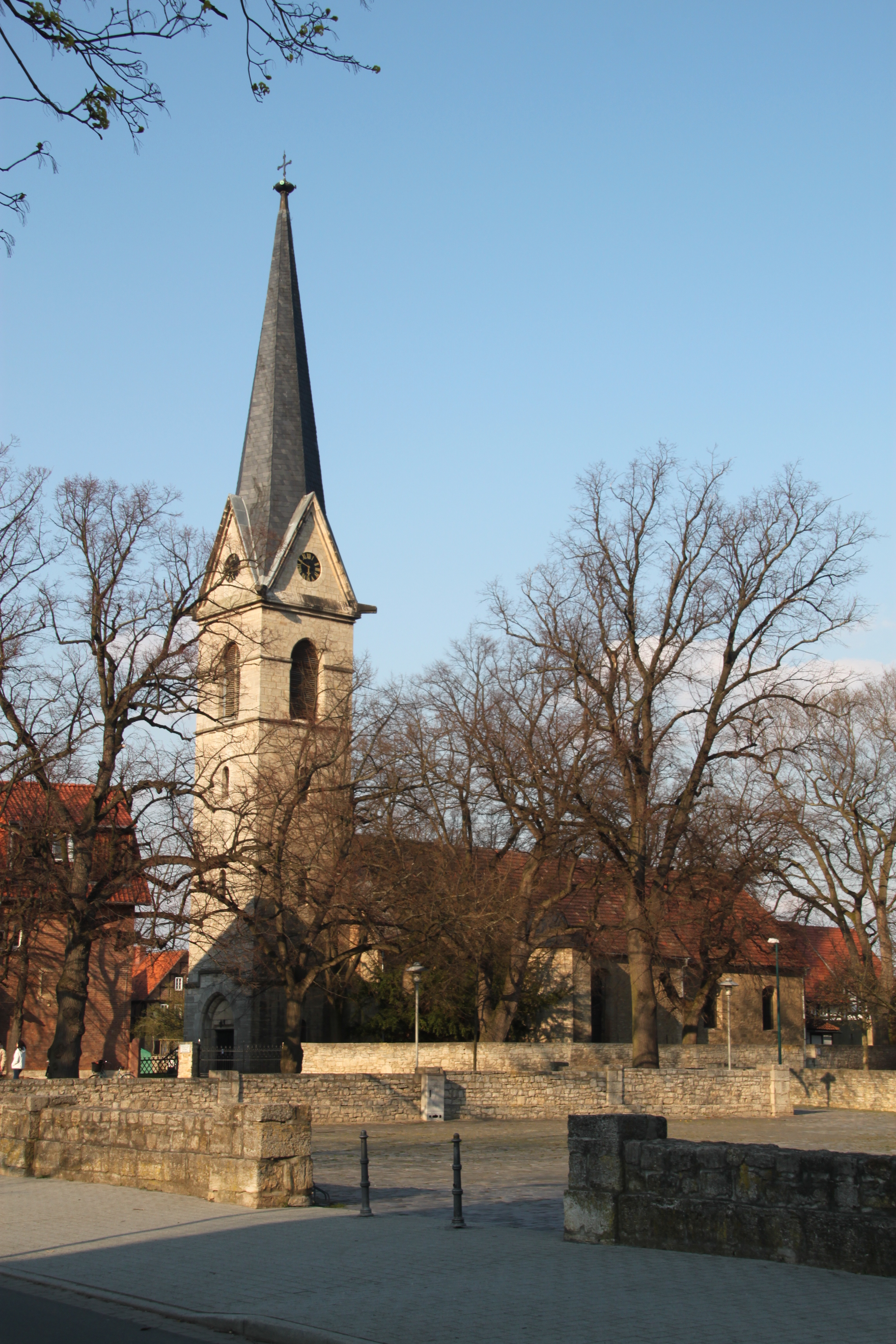
Церковь в Гатерслебене